# Перихан, Ромалы
Перихан Озкурт (урождённая Перихан Бенли; 18 марта 1942 г. — 5 мая 2016 г.), более известная как Ромалы Перихан, ранее Перихан, принцесса Эсфандиари-Бахтиари, была всемирно известной турецкой сопрано, светская львица, художница, модель, обозреватель и актриса, которая была замужем за покойным иранским дворянином Биджаном, принцем Эсфандиари-Бахтиари в Италии.
Родилась и выросла в Риме, Италия. Ромалы Перихан была невесткой Её Величества Королевы Сорайи. Итальянские СМИ прозвали её «La Bella Turca» и «La Turca Romana», и её часто называли принцессой Ромалы Перихан или принцессой Сопрано. Прежде чем продолжить карьеру певицы в возрасте семнадцати лет, она кратко посещала Национальную академию искусств им. Сильвио Д'Амико Она стала одной из ведущих фигур в европейском высшем обществе. Свободно владея итальянским и турецким языками, Ромалы Перихан говорила на пяти языках.
Ромалы Перихан была почётным президентом Культурного фонда поэтов-ашиков и писателей (тур. Şair Ozan ve Yazarlar Kültür Derneği). Она работала в многоязычном кино в основном с 1960 по 1982 год, снимая несколько фильмов на итальянском языке с известным режиссёром Федерико Феллини, для которого она была любимым объектом. Она известна как единственный турок, присутствующий в фильме Феллини.
Она также снималась в фильмах, снятых такими известными художниками, как Антонио Маргерити, Дино Де Лаурентис, Ремзи Айдын Йонтюрк, Роберто Бьянки Монтеро, Сергей Бондарчук, Йылмаз Гюней и Зеки Алася.
Её не следует путать, как это часто бывает, с одноимёнными артистками Пери-Хан, известной своими ролями-вамп, и Перихан Тамер, знаменитой танцовщицей живота. Именно поэтому Зеки Мюрен создал прозвище «Romalı Perihan» (тур. Perihan of Rome), ссылаясь на родной город Перихан, Рим. Однако в европейских СМИ Ромалы Перихан иногда упоминается как Peri-Han, Peri Han и Pery Han.
Она умерла в возрасте 74 лет в Стамбуле 5 мая 2016 года. Озкурт была похоронена на Аязанском кладбище после религиозной панихиды в мечети Бебек 7 мая.

## Ранняя жизнь и карьера
Ромалы Перихан (урождённая Перихан Бенли) родилась у хорошо образованных турецких родителей в Риме, Италия. Её мать, чьи корни восходят к Румелии, была выпускницей Босфорского университета. Её дядя по материнской линии был адмиралом. Её отец был из Бурсы. У неё было два родных брата.

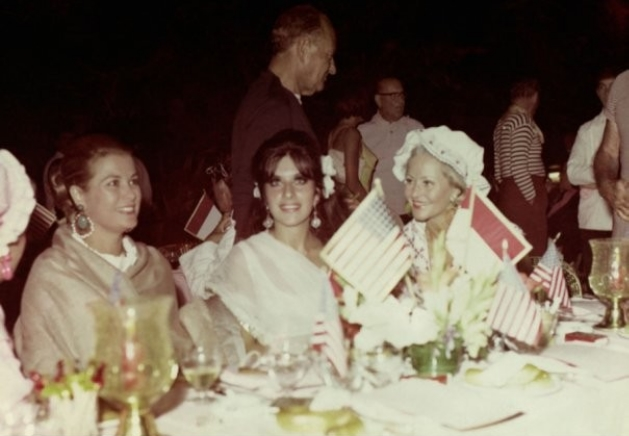
Слева направо: американо-монегаска Грейс Келли, Её Высочество принцесса Монако, турчанка Перихан, Её Высочество принцесса Эсфандиари-Бахтиари и немка Розмари Канцлер, которая была одной из богатейших женщин мира, в Монте-Карло.

Когда ей было четырнадцать лет, она впервые появилась в кино, как дочь главного героя в египетском фильме, снятом в Каире, где она встретила Омара Шарифа. Её менеджером тогда была Валентина Стурра. Два года спустя она вышла замуж за 33-летнего Биджана, принца Эсфандиари-Бахтиари (15 октября 1937 года, Исфахан — 29 октября 2001 года, Париж), который был вторым и младшим ребёнком принца Халила Хана Эсфандиари (1901—1983), из знатного рода Бахтиари и посла Ирана в Западной Германии в 1950-х годах и его жены — немки по происхождению, принцессы Евы «Эвхен» Карл (1906—1994).
В результате своего полиглотства и эклектики, обширного репертуара современных и повествовательных песен на итальянском и турецком языках, Перихан, когда ей было больше двадцати лет, периодически выступала в качестве солиста в Асим Исламоглу и нескольких различных роскошных местах Фахреттина Аслана с участием самых известных артистов Турции, в том числе Зеки Мюрена. В этот период Магали Ноэль была среди певцов, выступающих с ней на сцене. В 2000-х Ромалы Перихан также выступала в известных клубах, таких как Cahide и Halikarnas. Она также дала концерт в Supper Club, Ortaköy. Во время мероприятия она выступала в поддержку своих классических пластинок, включающих в себя набор песен из этих и некоторых других альбомов. На ней был костюм за $ 27 000 под названием «Khurram Sultana» (окружённый двойным рядом из 72 чёрных жемчужин из Сингапура).
В течение первых нескольких лет своей карьеры в Чинечитта у неё было много эпизодических ролей. Её первая роль в Италии была в 1960-х годах («Сладкая жизнь»), и она будет показана в нескольких фильмах в 1950-х; из этих фильмов наиболее известным является «Ватерлоо» 1970 года.
В конце 1970-х годов она была известна пением аранжировок, особенно «O Bendim O», которая является кавером на песню Пьера Башле «Histoire d’O». Произведенный Нино Варон и организованный Тунч, Онно, «O Bendim O» был выпущен через Kervan Plakçılık совместно с Nova Stereo в 1976 году. Её LP Romalı Perihan'ın Arabesk Dünyası была выпущена Polat Tezel и имела коммерческий успех.
В 1978 году она снялась в фильме «Капланлар Агламаз», в котором она разделила главную роль с Джунейтом Аркыном.
Вторым мужем Ромалы Перихан был Эрдем Мысырлы, турецкий бизнесмен и основатель бренда Mısırlı Triko.
В 1990 году Федерико Феллини хотел, чтобы Ромалы сыграла главную роль в его новом фильме La voce della luna, однако она с сожалением отказалась, так как была занята подготовкой к свадьбе в Германии. Её третьим и последним мужем был Б. Бенсан, который был немецким инженером Mercedes-Benz.
Пара жила в Штутгарте, Баден-Вюртемберг, Германия, и их брак продлился четырнадцать лет.
Ромалы Перихан была очень близким другом Улку Адатепе одного из восьми приёмных детей Мустафы Кемаля Ататюрка, который является основателем Турецкой Республики. Адатепе умер в 2012 году. Среди близких друзей Перихан были Эрол Симави, Джеральдина Чаплин, Сакып Сабанджи, Новелла Париджини и Йылмаз Гюней.

## Дискография

### LP recordings
- O Bendim O: O’nun Hikâyesi (Nova Stereo, 1976) (автор(ы), Пьер Башле, Ülkü Aker)[17]
- Görünce Seni (автор(ы), Консуэло Веласкес, и др.)[18]
- Nerden Nereye (автор(ы), Лас Грекас[англ.], и др.)[18]
- Vay Başıma Gelenler (автор(ы), Robert «Bob» Marcucci, Peter de Angelis, et al.)[18]
- Romalı Perihan'ın Arabesk Dünyası[6]
  - «Gitme Sana Muhtacım»
  - «Senin Olmaya Geldim»

### Сборники с участием Ромалы Перихан
- Bir Zamanlar 4… (Ossi Music, 2008) (С песней «Histoire d’O»)[19]

## Фильмография

### Кино и телевидение
| Год  | Название          | Роль    | Примечания |
| ---- | ----------------- | ------- | ---------- |
| 1960 | Сладкая жизнь     |         | Фильм      |
| 1969 | Сатирикон         | Богиня  | Фильм      |
| 1970 | Ватерлоо          |         | Фильм      |
| 1971 | Паутина паука     |         | Фильм      |
| 1971 | Глаз паука        |         | Фильм      |
| 1973 | Il magnate        |         | Фильм      |
| 1975 | Kaygısızlar       |         | Фильм      |
| 1978 | Kaplanlar Ağlamaz | Перихан | Фильм      |
| 1980 | Akıllı Deliler    |         | Фильм      |
| 1982 | Elveda Dostum     |         | Фильм      |
| 1989 | Hiçbir Gece       | Суна    | Фильм      |

### Специальные гостевые выступления
| Год  | Название   | Роль                                | Примечания |
| ---- | ---------- | ----------------------------------- | ---------- |
| 1974 | Parasızlar | Саму себя, поющую «Parla più piano» | Фильм      |

## Награды и номинации
| Год  | Награда             | Категория                                                   | Результат    | Примечание |
| ---- | ------------------- | ----------------------------------------------------------- | ------------ | ---------- |
| 1976 | Hey Magazine Awards | Самая многообещающая певица года (по голосованию читателей) | Номинирована | [ 21 ]     |